# Pos Chiquito
Pos Chiquito, Pos Chikito – miejscowość (plaats) i strefa (zone) w regionie Savaneta w południowej części kraju autonomicznego Aruba, należącego do Holandii, w Ameryce Południowej. 1 stycznia 2020 r. liczyła 5503 mieszkańców. Jest największą strefą w regionie. Leży na zachodnim wybrzeżu wyspy.

## Podział administracyjny
W skład strefy wchodzi jedna miejscowość:
- Pos Chiquito

## Demografia
Strefa liczy 5503 mieszkańców (1 stycznia 2020).
| Kobiety | Mężczyźni |
| ------- | --------- |
| 2558    | 2945      |